# David Lynch
David Keith Lynch, ameriški filmski režiser, slikar, glasbenik, igralec in fotograf, * 20. januar 1946, Missoula, Montana, † 16. januar 2025, Taft, Kalifornija.
Angleški časopis The Guardian ga je oklical za »najpomembnejšega režiserja tega obdobja«, spletni vodič po filmih Allmovie pa za »polihistorja sodobnega ameriškega filmskega ustvarjanja«. Kritiki štejejo njegova filma Modri žamet (1986) in Mullholand Drive (2001) za ena od najboljših v svojih desetletjih, medtem ko mu je uspeh televizijske serije Twin Peaks (1990–1991) prinesel naziv »prvi popularni nadrealist«. Prejel je tri nominacije za filmsko nagrado oskar za najboljšega režiserja, dvakrat je prejel francosko nagrado César za najboljši tuji film, enkrat zlato palmo na Filmskem festivalu v Cannesu in zlatega leva za življenjsko delo na Beneškem filmskem festivalu. Leta 2019 je prejel častnega oskarja.
Lynch se je rodil v družini srednjega razreda v Missouli v ameriški zvezni državi Montana. V otroštvu je potoval po Združenih državah Amerike in se kasneje odločil za študij slikarstva na akademiji Pennsylvania Academy of Fine Arts v Filadelfiji, kjer se je prvič preskusil v ustvarjanju kratkih filmov. Preselil se je v Los Angeles, kjer je produciral svoj prvi film, nadrealistično grozljivko Eraserhead (1977), ki je med ljubitelji kina hitro pridobila kultni status. Zaradi velikega uspeha so ga zaposlili v režiji biografskega filma Človek slon (1980), s katerim se je priljubil širšem občinstvu. Kasneje ga je najela skupina De Laurentiis Entertainment Group, za katero je posnel dva filma: znanstvenofantastični filmski ep Dune - puščavski planet (1984), ki se je izkazal za kritiško in finančno polomijo, ter Modri žamet (1986), film noir, ki je postal zloglasen zaradi nasilja.
Njegovo naslednje delo je bila popularna televizijska serija Twin Peaks (1990–1991), ki jo je soustvaril z Markom Frostom. Serija je dobila tudi filmski predhodnik Twin Peaks: Ogenj hodi z menoj (1992), v istem obdobju pa sta nastala tudi filma Divji v srcu (1990) in družinski film Resnična zgodba (1999). Ker se je Lynch spet lotil nadrealistične zvrsti, se poslužuje v svojih kasnejših filmih Izgubljena cesta (1997), Mullholand Drive (2001) in Notranje zadeve (2006) sanjske logike in nelinearnega pripovedovanja. V tem času je tudi že sprejel pomen interneta in produciral krajši animirani seriji DumbLand (2002) in eksperimentalno internetno mini-tv-serijo Zajci (Rabbits, 2002). Lynch in Frost sta ponovno združila moči za tretjo sezono serije Twin Peaks (2017).
Deloval je tudi v drugih medijih. Kot glasbenik je izdal dva solistična albuma, Crazy Clown Time (2011) in The Big Dream (2013), kot snovalec zvoka je izdelal veliko glasbe za lastne filme, ustvaril pa je tudi mnoga likovna in fotografska dela. Napisal je dve knjigi: Slike (1994) in Kako ujeti veliko ribo: Meditacija, zavest in kreativnost (2006). Režiral je tudi nekaj glasbenih spotov in televizijskih reklam, med drugim Lady Blue Shanghai (2006) za modno hišo Dior. Lynch je bil goreč izvajalec transcendentalne meditacije, zaradi česar je leta 2005 ustanovil sklad David Lynch Foundation, preko katerega je želel financirati učenje transcendentalne meditacije v šolah in med rizičnimi skupinami, kot so brezdomci, veterani in prebežniki.

## Zgodnje življenje
Moje otroštvo so bili elegantni domovi, ceste, obrobljene z drevesi, mlekar, gradnja trdnjav na dvorišču, brneča letala, modro nebo, lesena ograja, zelena trava in češnje, osrednja Amerika, kot mora biti. A iz češenj curlja ta smola, včasih črna, včasih rumena, preko katere gomazijo rdeče mravlje. Odkril sem, da če pogledaš bližje na ta čudoviti svet, so pod površino vedno rdeče mravlje. Ker sem odrasel v popolnem svetu, so bile druge stvari bolj v kontrastu.

David Lynch
Lynch se je rodil 20. januarja 1946 v Missouli v ameriški zvezni državi Montana. Njegov oče Walton Lynch (1915–2007) je bil raziskovalec za ameriško ministrstvo za kmetijstvo (USDA), njegova mama Edwina »Sunny« Lynch (rojena Sundholm; 1919–2004) pa učiteljica angleščine. Dva od Lynchevih prastaršev po mamini strani sta bila Finca, ki sta se v 19. stoletju preselila s Finske v Združene države. Vzgajali so ga kot prezbiterijanca.

Lyncheva družina se je pogosto selila, saj je USDA očetu dodelila delo širom države. Ko je bil star dve leti, so se preselili v Sandpoint v Idahu, dve leti kasneje, po rojstvu brata Johna, pa v Spokane v zvezno državo Washington. Tam se mu je rodila sestra Martha. Družina se je potem selila še v Durham v Severno Karolino, potem v Boise v Idaho in v Alxandrio v Virginijo. Lynch je ugotovil, da se je takšnemu življenju zlahka prilagodil, saj je hitro našel nove prijatelje, ko se je vpisal v novo šolo. Glede svojega zgodnjega življenja je dejal:
Svet mi je bil povsem in čisto fantastičen. Seveda sem imel tudi pogoste strahove, kot je strah pred šolo ... Zame je bila takrat zločin proti mladim. Uničevala je seme svobode. Učitelji niso spodbujali znanja ali pozitivnega odnosa.
Poleg šole je obiskoval tudi skavte, a je kasneje pripomnil, da je »postal skavt samo zato, da bi lahko nehal in to pustil za sabo«. Dosegel je najvišji rang (t. i. Eagle Scout), kar mu je prineslo nagrado. Z drugimi skavti najvišjega ranga je bil prisoten na inavguraciji ameriškega predsednika Johna F. Kennedyja pred Belo hišo na Lynchev rojstni dan leta 1961. Že od zgodnjih let se je zanimal za slikanje in risanje. Med bivanjem v Virginiji, kjer je spoznal očetovega prijatelja, ki je bil poklicni slikar, si je zaželel, da bi tudi sam poslal slikar.
V srednji šoli Francisa C. Hammonda v Alexandrii je imel slabši uspeh, saj se ni zanimal za šolsko delo, a je bil priljubljen med drugimi učenci. Po zaključku šole se je odločil, da želi študirati slikarstvo na kolidžu. Leta 1964 je tako začel s študijem na School of the Museum od Fine Arts v Bostonu, kjer je bil sostanovalec glasbenika Petra Wolfa. Kljub vsemu je šolo zapustil že po enem letu, saj da »tam sploh ni dobil navdiha«. S prijateljem Jackom Fiscom, ki je bil tudi sam nezadovoljen s študijem na umetniški šoli Copper Union, je nameraval tri leta potovati po Evropi. Upala sta, da bi v Evropi delala z avstrijskim ekspresionistom Oskarjem Kokoschko v njegovi šoli v Salzburgu. Ko sta prispela, sta izvedela, da umetnik ni dosegljiv, zato sta se po samo 15 dneh v Evropi razočarana vrnila v ZDA.

## Kariera

### Filadelfija in kratki filmi: 1966–1970
Lynch se je ob vrnitvi v Združene države Amerike odpravil v Virginijo, kjer je bival pri prijatelju Tubyju Keelerju, saj sta se starša odselila v Walnut Creek v Kaliforniji. Odločil se je, da se preseli v Filadelfijo in se po nasvetu Jacka Friska, ki je tam študiral, vpiše v akademijo Pennsylvania Academy of Fine Arts. V Filadelfiji mu je bilo lažje, saj je v bilo »v mestu veliko dobrih in resnih slikarjev, ki so se medsebojno navdihovali, zato je bilo vse najlepše.« Leta 1967 se je poročil s študentko Peggy Reaver in leto kasneje se jima je rodila hči Jennifer. Peggy je za ta čas kasneje dejala, da »je bil [Lynch] nerad oče, a je bil vseeno ljubeč. No, pa saj sem bila noseča, ko sva se poročila. Oba sva omahovala.« Kot družina so se preselili v sosesko Fairmount v Filadelfiji, kjer so si lahko za relativno nizko ceno 3.500 USD privoščili veliko dvanajstsobno hišo, saj je bilo v območju veliko kriminala in visoka revščina. Lynch je življenje v tej hiši kasneje opisal:
Živeli smo poceni, a mesto je bilo polno strahu. Na naši ulici so ustrelili otroka... Dvakrat so nas oropali, prestrerili so okna in nam ukradli avtomobil. Hiša je bila prvič uničena samo tri dni po vselitvi... Ta občutek je bil tako blizu ekstremni nevarnosti in strah je bil tako izrazit. Povsod je bilo nasilje in sovraštvo in umazanija. Vseeno pa je bilo to mesto moj največji navdih. 
Ob študiju je delal tudi kot tiskar gravur, da bi lahko preživljal svojo družino.
Na Pennsylvania Academy je posnel svoj prvi kratki film z naslovom Six Men Getting Sick (Six Times) (1967). Do ideje je prišel, ko je razvil željo, da bi se njegove slike premikale, zato je začel pogovor z umetnikom Brucem Samuelsonom o izdelavi animacije. Ko do tega projekta ni prišlo, je kupil najcenejšo 16-milimetrsko kamero in sam ustvaril film. Delal je v zapuščeni sobi na akademiji in z 200 USD (kar se mu je zdelo veliko denarja) produciral Six Men Getting Sick. Delo je opisal kot »57 sekund rasti in ognja ter 3 sekunde bruhanja«. Predvajal ga je v zanki na razstavitvi ob zaključku akademskega leta in si delil prvo mesto s sliko Noela Mahaffeya. Zaradi tega uspeha je dobil od bogatega študenta H. Bartona Wassermana naročilo za stvaritev filmske inštalacije v njegovem domu, za kar mu je ponudil 1.000 USD. 478,28 USD je zapravil za »svojo sanjsko« (rabljeno) kamero Bolex, a je bil končni izdelek nezadovoljiv, saj je bila kamera pokvarjena in je posnela samo motno sliko. Poklical je Wassermana in mu pojasnil, da »je film katastrofa. Kamera je bila pokvarjena in moje delo se ni izkazalo, kot bi želel.« Wasserman mu je dejal, naj ne skrbi. S preostalim denarjem naj ustvari nekaj drugega.
S preostalim denarjem je ustvaril eksperimentalno mešanico animacije in igranja v živo, štiriminutni kratki film Alphabet (1968). V filmu igra Lyncheva žena Peggy kot »Dekle«, ki skandira abecedo ob slikah psov, dokler na koncu ne umre zaradi krvavitve po rjuhah. Z zvočno obdelavo posnetka hčerkinega joka je izdelal popačen zvok, ki se mu je zdel učinkovit. O navdihu za film je rekel, da »je Peggyjina nečakinja nekoč med nočno moro ponavljala abecedo na zelo mukotrpen način. To je nekako pognalo The Alphabet. Za vse ostalo je poskrbela podzavest.«
Ko je izvedel za novoustanovljeni Ameriški filmski inštitut, ki je podpiral ustvarjalce filmov, ki so že izdelali uspešne projekte in so imeli scenarij za nov projekt, jim je poslal kopijo kratkega filma The Alphabet in scenarij za nov film, ki bi bil skoraj v celoti igran, The Grandmother. Inštitut mu je odobril sredstva; sprva 5.000 USD, a je Lynch zahteval 7.200 USD, kar so odobrili. V filmu so igrali znanci iz službe in akademije, snemali pa so kar v njegovi hiši. The Grandmother govori o zanemarjenem fantu, ki »vzgoji« babico iz semena, da bi skrbela zanj. Kritiki so kasneje zapisali, da »je film resnično čudo, a vsebuje mnoge teme in ideje, ki jih je kasneje vgradil v svoja dela. Kaže tudi na izredno razumevanja [filmskega] medija.«

### Los Angeles inEraserhead: 1971–1979
Leta 1971 se je Lynch z družino preselil v Los Angeles, kjer je študiral izdelavo filmov v konservatoriju API Conservatory, ustanovi, ki jo je kasneje opisal kot »popolnoma kaotično in neorganizirano, kar mi je všeč... hitro si se naučil, da če želiš nekaj ustvariti, moraš vse storiti sam. Hoteli so nam pustiti, da počnemo svoje stvari.« Začel je pisati scenarij za Gardenback, ki se je »izvil iz slike, ki sem jo naslikal.« Pri podvigu so ga podpirali tudi na konservatoriju, kjer so ga spodbujali, naj mu doda dolžino in dialog, kar je (sicer nerad) sprejel. Zaradi tega in ker je moral po vrnitvi v drugi letnik spet obiskovati predmete prvega, se je konservatorija naveličal. Dekan ga je prosil, če še enkrat premisli, saj je menil, da je eden najboljših študentov. Lynch je privolil in začel z delom za novi film, ki ga je poimenoval Eraserhead.
Čeprav je nameraval posneti 42-minutni film (končni izdelek je trajal 89 minut), je bil scenarij dolg samo 21 strani in nihče ni več pritiskal nanj. Snemanje se je začelo 29. maja 1972 ponoči v neki zapuščeni konjušnici, s čimer si je lahko produkcijska ekipa (večinoma Lynchevi prijatelji; Sissy Spacek, Jack Fisk, Frederick Elmes in zvočni snovalec Alan Splet) ustvarila sobo za kamero, sobo z zelenim ozadjem, sobo za montažo, jedilnico in stranišče. Na začetku je projekt financiral AFI, ki je zagotovil 10.000 USD, kar pa ni bilo dovolj. Studii so nanje pritiskali zaradi uspeha relativno poceni filma Goli v sedlu, zato mu niso mogli priskrbeti dodatnih sredstev. Lynch je dobil posojilo od očeta, delal pa je tudi kot raznašalec časopisa Wall Street Journal. Ne dolgo v produkcijo filmo sta se Lynch in Peggy sporazumno ločila, zato je lahko ves čas živel na kraju snemanja. Leta 1977 je se ponovno poročil, tokrat z Mary Fisk, sestro Jacka Fiska.
Film Eraserhead je posnet v črno-beli tehniki. Govori o mlademu Henryju (Jack Nance), ki živi v distopični industrijski pušči. Njegovo dekle rodi deformiranega otroka in ga zapusti v njegovi negi. Dojenček stalno joče, kar ga skrbi. Ko ugotovi, da je bolan, mu skuša pomagati, kar vodi v dojenčkovo smrt. Po smrti da preganjajo demoni, ki predstavljajo otroka, in Henry se znajde v »nebesih«, ki jih doseže, ko vstopi v središče kamnitega planeta. Lynch se upira temu, da bi film interpretiral ali »priznal svoje razmišljanje, ki se skriva za mnogimi abstrakcijami v filmu«. Kljub temu je priznal, da je na film vplivalo strašno ozračje v Filadelfiji in ga označil za »svoj Philadelphia Story«.
Zaradi finančnih težav je bilo snemanje neredno z mnogimi prekinitvami in novimi začetki. Med eno prkinitvijo leta 1974 je Lynch ustvaril kratki film The Amputee o ženski z amputiranimi nogami (igrala jo je Catherine Coulson, Nancejeva žena), ki glasno prebira pismo, medtem ko ji zdravnik (igra ga Lynch sam) izpira štrclja.
Eraserhead je bil končan leta 1976 po petih letih produkcije. Lynch ga je skušal uvrstiti v program Filmskega festivala v Cannesu, a so kljub nekaterim dobrim recenzijam drugi kritiki menili, da je obupen, zato ga niso izbrali. Zavrnili so ga tudi na Newyorškem filmskem festivalu, doživel pa je predvajanje na Filmskem festivalu v Los Angelesu, kjer je zanj slišal Ben Barenholtz. Zelo je podpiral film in pomagal z njegovo distribucijo po ZDA leta 1977. Eraserhead je postal priljubljen v krogih ljubiteljev podtalnega »polnočnega filma« in oklicali so ga za enega najpomembnejših »polnočnih filmov« sedemdesetih poleg filmov El Topo, Rožnati plamenci, The Rocky Horror Picture Show, The Harder They Come in Noč živih mrtvecev. Priznani filmski ustvarjalec Stanley Kubrick je dejal, da je bil eden od njegovih najljubših filmov vseh časov.

### Človekslonin uspeh pri širšem občinstvu: 1980–1982
Po uspehu kultnega filma Eraserhead ga je odkril Stuart Cornfeld, izvršni producent za Mela Brooksa in dejal, da ga je film »popolnoma osupnil... Mislil sem si, da je najboljša stvar, ki sem jo kdaj videl. Film je bil izkušnja očiščenja.« Obrnil se je na Lyncha in mu obljubil pomoč pri naslednjem projektu, filmu Ronnie Rocket, za katerega je Lynch že napisal scenarij. Kmalu je spoznal, da ne bo nihče financiral filma, za katerega je dejal, da govori »o elektriki in tri čevlje visokem rdečelascu«, zato je Cornfelda prosil za scenarij kakšnega drugega ustvarjalca, po katerem bi lahko režiral film. Ko je slišal naslov prvega, Človek Slon, ga je takoj izbral.
Človek slon (po scenariju Chrisa de Voreja in Erica Bergrena) temelji na resnični zgodbi o Josephu Merricku, močno iznakaženemu človeku-slonu, ki je živel v viktorijanskem Londonu. Najprej je bil (po scenariju) del zabavne predstave, ki jo je prirejal njegov nasilni skrbnik, pozneje pa se je zdravil pri londonskem kirurgu Fredericku Trevesu, ki ga je predstavil londonski kirurški javnosti, hkrati pa ga začel spoznavati kot človeka in ne spako. Lynch je želel uvesti nekaj sprememb, ki bi po njegovem mnenju izboljšale zgodbo. Da bi to lahko storil, je potreboval Brooksovo privolitev. Ta si je pozneje ogledal film Eraserhead in po prihodu iz dvorane Lyncha objel, rekoč: »Vi ste norec, ljubim vas! You're in.«
Nastali film z Johnom Hurtom v vlogi Johna Merricka (pravilneje: Joseph Merrick) in Anthonyjem Hopkinsom v vlogi Fredericka Trevesa je bil velik kritiški in finančni uspeh. Snemanje je potekalo v Londonu. Lynch je dodal svoj nadrealistični pristop s snemanjem v črno-beli tehniki na barvni filmski trak. Kljub temu ga opisujejo kot enega Lynchevih »najbolj konvencionalnih« filmov. Človek slon je prejel osem nominacij za oskarja, med njimi za najboljšo režijo in najboljši prirejeni scenarij za Lyncha osebno.

### Dune - puščavski planetinModri žamet: 1983–1986
Po uspehu Človeka slona mu je George Lucas, ki je bil tudi sam oboževalec filma Eraserhead, ponudil režiranje tretjega dela v njegovi trilogiji Vojne zvezd, Vrnitev jedija, a je Lynch odklonil, saj je želel, da ga Lucas režira po svoji viziji. Kmalu se je pojavila nova priložnost za režiranje znanstvenofantastičnega epa z visokim proračunom. Dino de Laurentiis ga je prosil, da ustvari filmsko predelavo znanstvenofantastičnega romana Dune (Sipine) Franka Herberta. S podpisom pogodbe je bil Lynch obvezan, da ustvari še dve deli za Laurentiisovo podjetje. Najprej je pisal scenarij po izvirnem romanu skupaj s Chrisom de Vorom in Ericom Bergrenom, kasneje pa sam, saj De Laurentiis ni bil zadovoljen z njunimi idejami. Lynch je pomagal pri izgradnji nekaterih prizorišč, saj je želel za film ustvariti »nek določen izgled«. Še posebej je užival pri izdelavi prizorišča za planet Giedi Prime, za katerega je »uporabil jeklo, vijake in porcelan«.
Dune - puščavski planet se odvija daleč v prihodnosti, ko ljudje živijo v medzvezdnem cesarstvu s fevdalnim sistemom. Glavni junak Paul Atreides (igra ga Kyle MacLachlan) je sin plemiča, ki prevzame nadzor nad puščavskim planetom Arrakis, na katerem pridobivajo redko Začimbo (angleško »Spice«, tudi melange), ki je najbolj dragocena dobrina v cesarstvu. Lynch ni bil zadovoljen s končnim izdelkom. Kasneje je pripomnil: »Dune je bil nekakšen studijski film. Nisem smel določiti končne različice. Počasi sem začel podzavestno sprejemati kompromise«. Veliko posnetkov so na koncu odstranili iz končne kinematografske različice, kar je bistveno zgostilo zgodbo. Čeprav je De Laurentiis upal, da bo tako uspešen kot Vojna zvezd, je bil sprejem pri gledalcih in kritikih slab. Izdelava je stala 45 milijonov dolarjev, na ameriškem trgu pa se je povrnilo samo 27,4 milijonov dolarjev. Kasneje je Universal Studios izdal uro daljšo različico z novo pripovedno nitjo, ki ni predstavljala Lynchevih namenov, a se je studiu vseeno zdela razumljivejša od prejšnje dvourne različice. Lynch je ugovarjal tem spremembam, zato se je dal črtati iz mesta režiserja (ime so spremenili v »Alan Smithee«) in scenarista, kjer je uporabil psevdonim »Judas Booth«, ki je odseval njegov občutek, da je bil izdan.
Leta 1983 je začel pisati strip The Angriest Dog in the World, v katerem nastopa pes na povodcu v vseskozi enaki upodobitvi, ki je tako jezen, da se ne more premikati, skupaj z nerazložljivimi filozofskimi sklici. Objavljal ga je med leti 1983 in 1992 v tabloidih in drugih publikacijah, kot sta Village Voice in Creative Loafing. Lynch se je začel zanimati tudi za fotografijo kot umetniško obliko. Potoval je na sever Anglije in fotografiral razpadajoče industrijske krajine, za katere se je še posebej zanimal.
Glede na pogodbo je moral Lynch za De Laurentisa izdelati še dva filma. Nadaljevanje Duna ni prišlo v poštev, saj film zaradi neuspeha prvega dela sploh ni prišel v fazo pisanja scenarija. Tretji film je bil bolj osebne narave, posnet po scenariju, ki ga je Lynch pripravljal dlje časa. V njem je razvijal ideje, ki so nastajale že od leta 1973. Modri žamet se odvija v namišljenem mestu Lumberton v ZDA in govori o študentu Jeffreyju Beaumontu (igra ga Kyle MacLachlan), ki najde na polju odrezano uho. S pomočjo prijateljice Sally (igra jo Laura Dern) nadaljuje z raziskavo in odkrije, da je povezano z zločinsko tolpo pod vodstvom psihopata Franka Bootha (igra ga Dennis Hopper), ki je ugrabil moža in otroka pevke Dorothy Vallens (igra jo Isabella Rossellini) in jo večkrat posilil. Lynch je opisal zgodbo kot »sanje o čutnih poželenjih, zavitih v misterij«.
V filmu se je odločil za pop glasbo iz šestdesetih, kot sta pesmi »In Dreams« Roya Orbisona ter »Blue Velvet« Bobbyja Vintona, ki je v veliki meri navdihnila film, kot pesem, »ki je podžgala film... Glede te pesmi je nekaj skrivnostnega. Zaradi nje sem začel razmišljati o stvareh. In prva stvar, na katero sem pomislil, so bile zelenice - zelenice in soseska.« Tudi drugo glasbo za film so producirali sami; skladal jo je Angelo Badalamenti, ki je produciral glasbo tudi za nadaljnje Lyncheve filmske projekte. Dino de Laurentiis je bil nad filmom navdušen, a ga širše občinstvo ni maralo. Čeprav je bil Lynch popularen že zaradi Človeka slona, ga je šele polemika med kritiki in gledalci Modrega žameta predstavila širšim množicam filmskih gledalcev. Modri žamet je bil velika kritiška in zmerna finančna uspešnica. Prinesel mu je drugo nominacijo za oskarja za najboljšega režiserja - Woddy Allen, čigar film Hannah and Her Sisters je bil nominiran za najboljši film, je dejal, da je njegov najljubši film leta.

### Twin Peaks,Divji v srcuinOgenj hodi z menoj: 1987–1996
V poznih osemdesetih je začel Lynch delati za televizijo in film. Leta 1989 je režiral kratko delo The Cowboy and the Frenchman za francosko televizijo. Spoznal se je tudi s televizijskim producentom Markom Frostom, ki je poprej delal na policijski seriji Hill Street Blues. Začela sta delo na biografskem flimu igralke in pevke Marilyn Monroe po knjižni predlogi. Ker se projekt ni obnesel, sta začela z delom na komičnem scenariju One Saliva Bubble, ki tudi ni bil dokončan. Med pogovorom v kavarni sta dobila idejo o truplu, ki ga splavi na obalo jezera, in se lotila tretjega projekta, imenovanega Northwest Passage, ki je kasneje postal serija Twin Peaks (1990–1991). Dramska serija se odvija v malem mestu v zvezni državi Washington, ZDA, kjer odkrijejo posiljeno truplo priljubljene dijakinje Laure Palmer. Posebni agent Dale Cooper (Kyle MacLachlan) skuša odkriti njenega morilca, a se mu razkrijejo tudi nadnaravni elementi umora in mnoge skrivnosti prebivalcev mesta. Lynch je sam povzel, da »je bil resnični projekt pomešanje policijske preiskave in običajnega življenja likov.« Kasneje je razkril, da sta s Frostom vsaj na začetku delala zelo usklajeno, kasneje pa bolj vsak zase. Serijo sta predstavila televizijski hiši ABC Network, ki je financirala pilotno epizodo in kasneje naročila prvo sezono s sedmimi deli.
V izdelavo je šla tudi druga sezona z 22 deli. Lynch je režiral samo šest epizod, saj je bil zaposlen s filmom Divji v srcu, a je pozorno izbral režiserje za preostale epizode. Lynch se je pojavil v več epizodah serije kot naglušni agent FBI Gordon Cole. Serija je bila zelo uspešna, tako v ZDA kot v tujini, in hitro pridobila kultni status. Vodstvo ABC Networka je menilo, da zanimanje pri gledalcih pada, zato so vztrajali, da režiserja razkrijeta Laurinega morilca, kar sta kljub nezadovoljstvu tudi storila. Lynch pravi, da je to eno njegovih največjih poklicnih obžalovanj. Po razkritju so termin serije prestavili iz četrtka na soboto in čeprav se je predvajanje nadaljevalo, so jo zaradi padca gledanosti ukinili. Lynch, ki mu ni bila všeč smer, ki so jo ubrali scenaristi in režiserji, je vseeno režiral zadnjo epizodo. Sezono je končal s »cliffhangerjem« in kasneje dodal, da »to še ni bil konec. To je bil samo konec, s katerim sem pustil gledalce.«

Med produkcijo Twin Peaksov je akademija Brooklyn Academy of Music Lyncha in skladatelja Angela Badalamentija (odgovornega za glasbo v seriji) zaprosila za odrsko delo, ki bi ga uprizorili samo dvakrat leta 1989 kot del Festivala New Music America. Ustvarila sta Industrial Symphony No. 1: The Dream of the Broken Hearted z Lauro Dern, Nicolasom Cageom in Michaelom J. Andersonom; vsebovala je pet pesmi, ki jih je odpela Julee Cruise. Lynch je leta 1990 produciral 50-minutni video predstave. Istočasno je bil vpleten tudi v mnoge reklame za razna podjetja, kot so bili parfumerji Yves Saint Laurent, Calvin Klein in Giorgio Armani ter japonsko podjetje za kavo Namoj, v kateri je Japonec po mestu Twin Peaks iskal pogrešano ženo.

1990 je bilo za Lyncha leto čudežev: Divji v srcu je prejel zlato palmo v Cannesu, televizijska serija Twin Peaks pa se je izkazala za veliko uspešnico pri gledalcih povsod po svetu. Muzikal/performans Industrial Symphony No. 1, ki ga je Lynch uprizoril s pomočjo Angela Badalamentija na akademiji Brooklyn Academy of Music, je privedla do albuma Floating into the Night, ki je izstrelil pevko Julee Cruise. Pet samostojnih razstav med leti 1989 in 1991 (ki so poudarjale filmarjeve korenine v umetnosti in slikanju) ter niz oglasov je potrjeval zahteve po pridihu Lyncha ... V malo verjetnem scenariju za ustvarjalca Eraserheada je postal vpliven in trendovski ustvarjalec.

Christopher Rodley
Med delom na prvih epizodah serije mu je prijatelj Monty Montgomery »dal knjigo, ki jo je želel prevesti v film. Vprašal me je, če želim biti izvršni producent ali kaj takega, na kar sem odgovoril, da se bojim, da se bom vanjo zaljubil, potem pa ga bom želel sam režirati, na kar je dejal, da lahko v tem primeru film režiram sam.« Knjiga je bila roman Wild ar Heart: The Story of Sailor and Lula Barryja Gifforda, ki govori o dveh ljubimcih na cestnem potovanju. Lynch je dejal, da je bila knjiga »ravno prava stvar ob pravem času. Knjiga in nasilje v Ameriki sta se zlila v mojih mislih in zgodilo se je marsikaj.« Z Giffordovo podporo jo je predelal v film Divji v srcu, kriminalko z Nicolasom Cageom kot Sailorjem in Lauro Dern kot Lulo. Zgodbo je opisal kot »čudno mešanico cestnega filma, ljubezenskega filma, psihološke drame in nasilne komedije«. Spremenil je precej izvorne zgodbe, spremenil konec in dodal sklice na klasični film Čarovnik iz Oza. Čeprav se ameriški kritiki ob filmu niso preveč zganili, je leta 1990 prejel zlato palmo na filmskem festivalu v Cannesu.
Po uspehu filma Divji v srcu se je želel Lynch vrniti v svet takrat že ukinjene serije Twin Peaks, tokrat brez Marka Frosta. Ustvaril je filmski predhodnik in naslednik serije, saj da mu je všeč ideja o tem, da se zgodba giblje v preteklost in prihodnost. Nastal je film Twin Peaks: Ogenj hodi z menoj (1992), ki prikazuje predvsem zadnje dni življenja Laure Palmer in je mračnejši od televizijske serije. Umaknjena je večina humorja, pojavljata pa se tudi temi incesta in umora. Lynch je dejal, da film govori o »osamljenosti, sramoti, občutku krivde in uničenosti žrtev incesta«. Ogenj hodi z menoj je financiralo podjetje CIBY-2000. Večina igralcev se je vrnila v svoje vloge iz serije, a so nekateri odklonili, nekateri pa nad projektom niso bili preveč navdušeni. Film je bil kritiška in finančna polomija, a so ga ponekod po svetu hvalili, nekateri kritiki pa ga označujejo celo za Lynchevo »mojstrovino«.
V vmesnem času sta Lynch in Frost delala na novih serijah. Po Twin Peaks sta producirala dokumentarec American Chronicles (1990), ki raziskuje življenje v ZDA, komično serijo On the Air (1992), ki so jo ukinili po samo treh epizodah in tri-epizodno miniserijo Hotel room (1993) za HBO o dogodkih v neki hotelski sobi, ki se zgodijo ob različnih časih.

### Izgubljena cesta, Resnična zgodbainMulholland Drive: 1997–2001
Po izidu teh neuspešnih televizijskih podvigov se je Lynch vrnil k snemanju filmov. Leta 1997 je prišla na filmska platna ne-linearna, temačna Izgubljena (avto)cesta z igralcema Billom Pullmanom in Patricio Arquette v glavnih vlogah, ki jo je napisal skupaj z Barryjem Gliffordom. Film je bil finančno neuspešen, pri kritikih pa je vzbudil mešane odzive.
Po Izgubljeni cesti je začel delati na filmu po scenariju Mary Sweeney in Johna E. Roacha. Nastal je film Resnična zgodba (Straight Story) po resnični zgodbi Alvina Straghta (igra ga Richard Farnsworth), ostarelega možakarja iz Laurensa v Iowi, ki se odpravi na 300 milj dolgo potovanje s traktorso kosilnico do svojega obolelega brata. Lynch je izbral ta projekt, ker se je zaljubil v scenarij in občudoval Straighta, ki ga je opisal kot »Jamesa Deana, samo da je star«. Angelo Badalamenti je ponovno produciral glasbo, a je bila zelo drugačna od njegovega prejšnjega dela z Lynchem.
Za razliko od prejšnjih filmov v Resnični zgodbi ni prizorov obscenosti, spolnosti in nasilja. Le Blanc in Odell sta zapisala, »da je zgodba kolikor se le da odmaknjena od Lynchevih starejših del, a je od samega začetka povsem njegov - nadrealističen cesti film.«
Istega leta je Lynch pri televizijski hiši ABC predlagal idejo za televizijsko dramo. Dali so mu dovoljenje, da posname dvourno pilotno epizodo za serijo Mulholland Drive, ki je bila zaradi dolžine in vsebine preložena za nedoločen čas. S 7 milijoni dolarjev francoske produkcijske hiše StudioCanal jo je dokončal kot film. Nadrealistična zgodba z nelinearno pripovedjo o temni plati Hollywooda z igralci Naomi Watts, Lauro Harring in Justinom Therouxom je bila finančno precej uspešna, na Filmskem festivalu v Cannesu leta 2001 pa je za svoje delo prejel tudi nagrado za najboljšega režiserja. Poleg te nagrade je prejel še svojo tretjo nominacijo za oskarja za najboljšega režiserja in nagrado za najboljšega režiserja New York Film Critics Association. V letu 2016 je bil imenovan za najboljši film 21. stoletja s strani 177 fimskih kritikov iz 36 držav.

### Internetno delo inNotranje zadeve: 2002–2013
Z naraščajočo priljubljenostjo interneta kot distribucijskega kanala se je Lynch usmeril v ustvarjanje novih serij, ki jih je izdal na svoji spletni strani, davidlynch.com. Leta 2002 je nastala kratka spletna serija Dumbland. 8 epizod, namerno surovih po vsebini in izvedbi, so kasneje izdali na formatu DVD. Istega leta je izdal še nadrealistično situacijsko komedijo Zajci (Rabbits) o družini človeku podobnih zajcev. Kasneje je eksperimentiral s formatom Digital Video in nastal je 8-minutni film v slogu japonskih grozljivk, Darkened Room. Leta 2006 je izšel triurni film Notranje zadeve, Lynchev najdaljši. Kot Izgubljena cesta in Mulholland Drive pred njim tudi ta film ne vsebuje tradicionalne linearne zgodbe. V filmu igrajo Lynchevi pogosti sodelavci Laura Dern, Harry Dean Stanton, Justin Theroux ter Naomi Watts in Laura Harring (glasova Suzie in Jane Rabbit), pojavi pa se tudi Jeremy Irons. Lynch ga je opisal kot "misterij o ženski v težavah". Da bi ga promoviral, se je celo oblekel v kostum krave in nosil plakat s sloganom »Brez sira ne bi bilo Notranjih zadev«.
Leta 2009 je produciral dokumentarno spletno serijo v režiji svojega sina Austina Lyncha in prijatelja Jasona S., Interview Project. Ker se je zanimal za delo z Wernerjem Herzogom, je leta 2009 produciral njegov film My Son, My Son, What Have Ye Done? Z uporabo nenavadne pripovedne strukture pove zgodbo o igralcu, ki ubije lastno mater (igra jo pogosta Lyncheva sodelavka Grace Zabriskie). Želi posneti dokumentarec o Maharišiju Mahešiju Jogiju (utemeljitelju transcendentalne meditacije) z intervjuji ljudi, ki so ga poznali.
Leta 2010 se je pojavil kot gost v animirani seriji The Cleveland Show kot natakar Gus. V sodelovanje ga je prepričal glavni igralec Mike Henry, ki je velik Lynchev oboževalec. Za modno hišo Dior je posnel 15-minutni oglasni video z Marion Cotillrard.
23. maja 2011 je režiral tudi koncert angleške novovalovske skupine Duran Duran, ki so ga prenašali v živo na Youtubu iz losangeleškega kina Mayan Theater. Šlo je za otvoritev druge sezone serije koncertnih filmov Unstaged: An Original Series from American Express. »Ideja je poskusiti spotoma ustvarjati sloje kadrov, ki prikažejo Duran Duran na odru. Svet eksperimentiranja in (če gre vse po sreči) veselih naključij«, je dejal Lynch. Kratka animacija I Touch a Red Button Man, sodelovanje med Lynchem in glaspeno skupino Interpol, se je vrtela v ozadju med Interpolovim koncertom na festivalu Coachella Valley Music and Arts Festival aprila 2011. Ta kratki film z Interpolovo skladbo »Lights« je na voljo na spletu.
Leta 2012 so se razširile govorice, da se namerava režiser upokojiti, a je Lynch kasneje v intervjuju dejal, da mu samo primanjkuje navdiha za nov filmski projekt in da bi se dela lotil takoj, če dobi idejo, v katero se bo zaljubil. Novembra istega leta je namignil na načrte za nov film. Januarja 2013 je Laura Dern potrdila, da z Lynchem načrtujeta nov projekt, časopis The New York Times pa je razkril, da režiser piše scenarij. Idem Paris (spletna izdaja februarja 2013) je krajši dokumentarni film o izdelavi litografij. 28. junija 2013 je izšel glasbeni spot za pesem Came Back Haunted skupine Nine Inch Nails, ki ga je sam režiral. Posnel je tudi fotografije za album Dumb Numbers istoimenskega projekta, ki je izšel avgusta 2013.

### Ponovna oživitev serijeTwin Peaks: 2014–danes
6. oktobra 2014 je Lynch preko Twitterja potrdil, da bo začel leta 2015 z Markom Frostom snemati 9 epizod dolgo sezono serije Twin Peaks. Lynch in Frost sta napisala vseh devet epizod. 5. aprila 2015 je oznanil, da je projekt še živ, a da ga ne želi več režirati, ker je proračun prenizek za to, kar želi ustvariti. 15. maja je nato sporočil, da bo sodeloval pri oživitvi, saj da je rešil težave s produkcijsko mrežo Showtime. Njihov izvršni direktor je kasneje potrdil, da bo Lynch režiser nove sezone, in oznanil, da bodo namesto prvotno načrtovanih devet epizod posneli kar 18 nadaljevanj. Snemanje se je končalo aprila 2016, 21. maja 2017 pa je serija doživela dve epizodi dolgo premiero. Od prikaza zadnje epizode se je špekuliralo, ali bo ustvaril še četrto sezono, česar Lynch ni zanikal, a je dejal, da ni zelo verjetno, da bi bila dokončana pred letom 2021.

## Filmski vplivi in teme

### Vplivi
Gledam na svet in povsod vidim absurd. Ljudje ves čas delajo čudne stvari, do te mere, da tega večinoma sploh ne opazimo. Zato imam rad kavarne in javne prostore - hočem reči, da se tam vse razkrije.

David Lynch
Lynch je dejal, da so njegovi filmi v mnogih pogledih bolj podobni delom evropskih kot ameriških ustvarjalcev filmov, saj naj bi bila večina filmov, ki te »pretresejo v dno duše«", plod evropskih ustvarjalcev. Lynch je izrazil navdušenje nad režiserji, kot so Federico Fellin,i Werner Herzog, Alfred Hitchcock, Roman Polanski, in Jacques Tati, pa tudi nad Stanleyjem Kubrickom in Billyjem Wilderjem. Izjavil je, da sta Wilderjev film Bulvar somraka (1950) in Kubrickova Lolita (1962) dva od njegovih najljubših filmov. Kot vpliva je navedel tudi filma Carnival of Souls (Herk Harvey, 1962) in Deep End (Jerzy Skolimowski, 1970).

### Motivi
V Lynchevih delih se nekatere teme pojavljajo vedno znova, zato sta kritika Le Blanc in Odell trdila, da »so filmi tako polni motivov, ponavljajočih se likov, slik, kompozicij in tehnik, da lahko na Lynchev celotni opus gledamo kot veliko sestavljanko idej«. Ena od ključnih je gotovo uporaba sanj in sanjskih slik ter struktur, kar kritika povezujeta z »nadrealističnim etosom«, ki se opira »na podzavest kot vizualno gonilo«. To vidimo v Človeku slonu, kjer John Merrick sanja o svoji materi, v Twin Peaks, kjer vladni agent Copper sanja o »rdeči sobi«, in »sanjska logika« pripovedništva v filmih Eraserhead, Mulholland Drive ter Notranje zadeve. Glede svojega odnosa do sanj je dejal, da so »čuječe sanje tiste, ki so pomembne. Takšne, ki pridejo med tihim sedenjem na stolu, ko pustim mislim, da tavajo. Ko spiš, ne moreš nadzorovati sanj. Rad se potopim v sanjski svet, ki sem ga ustvaril ali odkril; svet, ki sem ga izbral... [Drugih ne moreš pripreljati do tega, da jih doživijo, ampak] ravno tu je moč filma.« Njegovi filmi so znani po uporabi magičnega realizma.
Še ena vidna tema je industrija z večkrat pojavljajočimi se slikami »ropotanja strojev, moči batov, senc črpalk za nafto, kričečih žag in tovarn, iz katerih se kadi dim«, kot v filmu Eraserhead, tovarne v Človeku slonu, žaga v Twin Peaks in kosilnica v Resnični zgodbi. Glede tega je dejal, da »se počuti dobro, ko vidi veliko mašinerijo, ki dela; se ukvarja s staljeno kovino. Rad imam ogenj in dim. In zvoki so tako mogočni. Gre za velike reči. Pomeni, da se stvari izdelujejo, kar imam zelo rad.«
Spet druga tema je temna plat nasilnih kriminalnih aktivnosti znotraj družbe, kot je Frankova tolpa v Modrem žametu ali tolpa tihotapcev kokaina v Twin Peaks. Ideja deformiranosti je tudi del nekaterih filmov, kot je Človek slon in dojenček v Eraseheadu, pa smrt od strelnih ran v glavo, ki se pojavi v večini Lynchevih filmov. Druge pogoste slike so utripajoče električne luči, ogenj in oder, na katerem nastopa pevec, pogosto obdan z draperijo.
Z izjemo Človeka slona in Duna - puščavskega planeta, ki se dogajata v viktorijanskem Londonu in namišljeni galaksiji, se njegovi filmi odvijajo v ZDA. Dejal je: »Rad imam nekatere stvari o Ameriki in dajejo mi ideje. Ko grem naokoli in vidim stvari, se ustvarjajo majhne zgodbe, ali pa se pojavijo majhni liki, zato se mi zdi prav, da izdelujem ameriške filme.« V številnih delih (Modri žamet, Twin Peaks, Izgubljena cesta) se namerno spominja kulture 50. let prejšnjega stoletja, čeprav se dogajajo proti koncu stoletja. Lynch je dejal, da »je bilo na marsikakšen način fantastično desetletje... nekaj je bilo v zraku, česar več ni. Bil je tako dober občutek, pa ne samo zato, ker sem bil otrok. Bil je čas poln upanja in stvari so šle navzgor, ne navzdol. Dobil si občutek, da lahko storiš karkoli. Prihodnost je bila svetla. Nismo si mislili, da smo polagali temelje za katastrofalno prihodnost.«
Lynch rad postavlja vodilno žensko igralko v »razdvojeno« vlogo, zato imajo mnoge ženske v njegovih filmih multiple, razdrobljene identitete. Ta pristop je prvič ubral z igralko Sheryl Lee, ki v Twin Peaks igra tako Lauro Palmer kot tudi njeno sestrično Maddy Ferguson. V Izgubljeni cesti igra Patricia Arquette Renee Madison in Alice Wakefield, v Mulholland Drivu igra Naomi Watts Diane Selwyn in Betty Elms, Laura Harring Camillo Rhodes in Rito, v Notranjih zadevah pa Laura Dern Nikki Grace in Susan Blue. Več alternativnih verzij glavnega lika in primeri razdrobljene časovnice morda odsevajo in/ali se sklicujejo na interpretacijo mnogoterih svetov kvantne mehanike in morda Lynchevo širše zanimanje za kvantno fiziko. Nekateri so predlagali, da je tema razdvojenosti posledica vpliva Hitchcockove Vrtoglavice (1958); tako lik Judy Barton kot lik Madelaine Elster igra Kim Novak.
Pogosto ustvarja like z nadnaravno in vsemogočno naravo. Predstavljajo lahko manifestacijo različnih konceptov, kot je sovraštvo ali strah. Primeri takšnih likov so »Človek iz notranosti planeta« v Eraserheadu, Bob v Twin Peaks, »Skrivnostni mož« v Izgubljeni cesti, Klatež v Mulholland Drivu in Fantom v Notranjih zadevah. Lynch se loteva likov in vsebine filmov na tak način, da jih prežame s sanjskim stanjem raje kot z resničnostjo.

### Lynchevi pogosti sodelavci
Lynch je znan tudi po sodelovanju z različnimi produkcijskimi umetniki in skladatelji. Pogosto sodeluje z Angelom Badalamentijem, ki sklada glasbo za njegove produkcije, nekdanjo ženo Mary Sweeney kot filmsko montažerko ter igralci Harryjem Deanom Stantonom, Jackom Nancem, Kylom MacLachlanom, Naomi Watts, Isabello Rossellini, Grace Zabriskie in Lauro Dern.

## Druga dela

### Slikarstvo
Lynch se je najprej usposabljal za slikarja in čeprav je bolj znan po ustvarjanju filmov, še danes slika. Dejal je: »Vse moje slike so organske, nasilne komedije. Potrebno je, da so ustvarjene z nasiljem, primitivne in surove, zaradi tega puščam, da slika narava bolj kot jaz sam.« Mnoga njegova dela so zelo temna in Lynch je dejal, da je tako, ker

ne vem, kaj naj naj počnem z [barvami]. Barve so zame preveč resnične. To me omejuje. Ne dopuščajo ne vem kakšnih sanj. Več črne kot dodaš barvi, bolj sanjska postaja... Črna barva ima globino. Je kot nekakšna potopitev; lahko greš v njo, in ker je še vedno temna, se vključi um in mnoge stvari, ki se v njej dogajajo, se manifestirajo. Začneš videvati stvari, ki se jih bojiš. Začneš videvati kar ljubiš in vse postane kot sanje.

Veliko njegovih del vsebuje tudi črke in besede, dodane slikam. Lynch razlaga: 
Besede v slikah so včasih pomembne, saj sprožijo razmišljanje o tem, kaj vse se še dogaja tam. In velikokrat me besede vznemirijo kot oblike in nekaj izraste iz tega. Včasih sem jih izrezoval majhne črke in jih prilepil zraven. Nekako pač izgledajo dobro, zvrščene kot zobje... včasih postanejo ime slike.
Lynch vidi irskega slikarja iz 20. stoletja, Francisa Bacona, kot svojega »nekako največjega heroja med slikarji«, saj da ima navadno rad samo nekaj let umetnikovega ustvarjanja, Baconova dela pa so mu vsa všeč, saj »ima pravo stvar«.
Lynch je bil subjekt večje umetniške retrospektive v Parizu med 3. in 27. majem 2007. Razstava se je imenovala The Air is on Fire in vključevala številne slike, fotografije, risbe, alternativne filme in njegovo delo z zvokom. Za razstavo so bile izdelane tudi nove inštalacije, spremljal pa jo je raznolik program. Nekatera Lyncheva dela vsebujejo fotografije seciranih piščancev in drugih živali kot reklama za igračo »Sestavi si svojega piščanca«.
Njegova alma mater, akademija Pennsylvania Academy of Fine Arts, je leta 2014 predstavila njegova dela pod imenom The Unified Field.
Lynchevi najljubši fotografi so William Eggleston, Joel-Peter Witkin in Diane Arbus.

#### Ogenj na odru: razstava v Ljubljani
Aprila 2018 so v prostorih Mednarodnega grafičnega likovnega centra v Gradu Tivoli v Ljubljani pripravili prvo razstavo Lynchevih likovnih del v Sloveniji s poudarkom na seriji 70 litografij in izboru slik iz zasebne zbirke, ki jo dopolnjujejo režiserjevi akvareli in izbor eksperimentalnih ter animiranih filmov. Ideja za ustvarjanje litografij so mu je porodila med obiskom pariškega grafičnega ateljeja Idem Paris leta 2007, kjer se je seznanil z njihovo bogato zgodovino, navdušila pa sta ga tudi atmosfera studia in delo z litografskimi stroji, s katerimi so tiskali tudi priznani umetniki, kot so Picasso, Matisse, Braque in drugi.
Kustos razstave Božidar Zrinski je v razstavni publikaciji zapisal, da litografije povezujejo nadrealistični motivi, psihološka karakterizacija, črni humor in brutalno nasilje. Figure so nejasno izrisane, dimenzije figure iznakažene, obrazi pa v stanju, ki je včasih bližje grozi, spet drugič pa zasanjani ekstazi.
Razstavo so od aprila do zaključka v juliju 2018 spremljali tudi raznoliki pokloni umetniku. V Slovenski kinoteki so predvajali cikel filmov Davida Lyncha, potekale pa so tudi okrogle mize (o njegovem vplivu na slovensko identiteto), delavnice animacije, lutkovna interpretacija Zajcev, transcendentalna meditacija, koncerti, ipd.

### Glasba
Lynch je bil vpleten v številne glasbene projekte, mnogi od njih so povezani z njegovimi filmi. Žanri njegovih albumov so razpeti med eksperimentalnim rockom, ambientom in avantgardnim elektropopom. Najbolj znan je kot producent in pisec besedila za prva albuma ameriške pevke Julee Cruise Floating into the Night (1989) in The Voice of Love (1993) v sodelovanju z Angelom Badalamentijem, ki je za albuma skladal glasbo in ju tudi produciral. Leta 1998 je sodeloval tudi na albumu Lux Vivens Jocelyn Montgomery. Skladal je glasbo za lastne produkcije Divji v srcu, Twin Peaks: Ogenj hodi z menoj, Mulholland Drive in Zajci. Leta 2001 je izdal album BlueBob, rock album, na katerem je izvajalec poleg Johna Neffa. Album je znan po Lynchevem nenavadnem slogu igranja. Nazadnje je napisal dve skladbi za Notranje zadeve, »Ghost of Love« in »Walkin' on the Sky«, kjer se je prvič predstavil kot pevec. Leta 2009 je izdal set knjige in CD-ja Dark Night of the Soul. Leta 2008 je ustanovil lastno založbo David Lynch MC, ki je najprej zgodaj leta 2009 izdala Fox Bat Strategy: A Tribute to Dave Jaurequi. Avgusta 2009 so naznanili, da bodo izdali album Lion of Panjshir afganistansko-ameriške pevke Ariane Delawari.
Novembra 2010 je Lynch izdal dva elektropop singla »Good Day Today« in »I Know«. V intervjuju je opisal, zakaj ju je izdal: »Sedel sem in te note so prišle, potem pa sem začel delati z Deanom [Hurleyjem, njegovim inženirjem] in potem je prišlo teh nekaj not `I want to have a good day, today` in pesem je bila zgrajena okoli tega.« Singloma je sledil album Crazy Clown Time, izdan novembra 2011, opisan kot »album elektronskega bluesa«. Pesmi poje Lynch, na enem singlu pa se mu pridruži Karen O iz skupine Yeah Yeah Yeahs; pesmi sta skladala Lynch in Hurley.
29. septembra 2011 je izdal 11 pesmi dolg album This Train z vokalistko in glasbeno sodelavko Chrysto Bell, ki ga je sam produciral, napisal pa skupaj z Bellovo. Album vključuje pesem »Polish Poem« iz filma Notranje zadeve. Glasbeno sodelovanje je rodilo še 5 pesmi dolg EP Somewhere In the Nowhere (7. oktober 2016).
Leta 2013 je izšel Lynchev drugi album The Big Dream s singlom »I'm Waiting Here« s švedsko kantavtorico Lykke Li. Pred izdajo se je na Lynchevem profilu na Youtubu in Vinu pojavil 43-sekundni enigmatični video TBD716.

### Dizajn
Lynch je zasnoval in izdelal pohištvo za film Izgubljena cesta iz leta 1997, predvsem majhno mizo v hiši družine Madison in ohišje videorekorderja. Aprila 1997 je na Milanskem pohištvenem sejmu v Italiji predstavil zbirko pohištva. Dejal je: »Dizajn in glasba, umetnost in arhitektura - vsi spadajo skupaj.«
V sodelovanju z oblikovalcem Raphaelom Navotom, arhitekturno agencijo Enia in svetlobnim oblikovalcem Thierryjem Dreyfusom je zasnoval in nočni klub v Parizu. Klun Silencio se je odprl oktobra 2011 in je namenjen zasebnim članom, čeprav je vstop po polnoči brezplačen za vsakogar. Pokrovitelji imajo dostop do koncertov, filmov in drugih predstav. Prostor je sestavljen iz več sob, posvečenih različnim namenom in razpoloženjem. Navdihnil ga je klub z istim imenom v filmu Mulholland Drive. »Silencio mi je zelo blizu. Želel sem ustvariti intimen prostor, kjer se srečajo vse umetnosti. Ne bo imel guruja, podobnega Warholu, a bo vseeno odprt za umetnike vseh disciplin, da pridejo ustvarjat in programirat kar želijo.«

### Književnost
Leta 2006 je napisal kratko knjigo o svojem ustvarjalnem procesu, zgodbah iz kariere in koristnih spoznanjih, ki jih je imel zaradi transcendentalne meditacije, imenovano Kako ujeti veliko ribo: Meditacija, zavest in kreativnost. Metaforo za imenom je razložil v uvodu:

Ideje so kot ribe.

Če želiš ujeti male ribe, lahko ostaneš v plitvih vodah. Če pa želiš ujeti večje, moraš iti globlje. 

Globlje dol so ribe mogočnejše in neokrnjene. Ogromne so in abstraktne. In zelo lepe.
Knjiga plete nelinearno avtobiografijo z opisi Lyncheve miselne izkušnje med transcendentalno meditacijo. Ves zaslužek od knjige gre skladu David Lynch Foundation.

## Osebno življenje
Lynch je imel več dolgotrajnih razmerij. Leta 1967 se je v Čikagu poročil s Peggy Lentz. Leto kasneje se jima je rodila hči Jennifer Chambers Lynch, ki je tudi filmska režiserka. Leta 1974 sta se ločila. 21. junija 1977 se je poročil z Mary Fisk, s katero je imel sina Austina Jacka Lyncha, rojenega 1982. Ločila sta leta 1987, po čimer je režiser spletel razmerje z Mary Sweeney, s katero je imel sina. Sweeney je bila dolgo časa Lyncheva montažerka in producentka, sodelovala je pri pisanju Resnične zgodbe, ki jo je tudi producirala. Poročila sta se maja 2006, a istega leta julija tudi ločila. Leta 2009 se je poročil z igralko Emily Stofle, ki se je pojavila v njegovem filmu Notranje zadeve in oživitvi serije Twin Peaks. Par ima enega otroka, Lulo Boginio Lynch, rojeno 2012.

### Politična stališča
Lynch je dejal, da »ni politična oseba« in da je politika nekaj, o čemer ne ve veliko. Vendar pa je v 90. letih izrazil navdušenje na ameriškim predsednikom Ronaldom Reaganom, češ da ga mara predvsem, ker daje vtis starega Hollywooda, vtis kavboja. Glede svoje politične filozofije je dejal, da se je identificiral kot libertarec, saj je verjel v najmanjšo mero vlade in da se še vedno nagiba k tej miselnosti in čim manj pravilom, razen za stvari, kot so semaforji. Trdi, da res verjame v reguliran promet. Lynch trdi, da je demokrat in da je bil verjetno vedno demokrat, čeprav jih zares ne mara, saj je kadilec, in demokrati so uvedli vse regulacije glede kajenja.
Leta 2000 je na ameriških predsedniških volitvah podpiral levosredinsko stranko Natural Law Party, leta 2012 bi glasoval za Obamo, leta 2016 pa za Bernia Sandersa, saj da je »za ljudi«.

### Transcendentalna meditacija
Lynch zagovarja uporabo transcendentalne meditacije za izgradnjo miru na svetu. V tehniko meditacije se je uvedel julija 1973 in jo prakticira do danes. Lynch se je srečal z Maharišijem Mahešijem Jogijem, ustanoviteljem tega gibanja, leta 1975 v Los Angelesu. Zbližala sta se med enomesečnim tečajem za »razsvetljenje milijonarjev« leta 2003, kjer je pristojbina znašala kar milijon ameriških dolarjev.
Julija 2005 je začela delovati fundacija David Lynch Foundation for Consciousness-Based Education and Peace, ustanovljena z namenom štipendiranja učencev srednjih in nižjih srednjih šol, ki bi se radi naučili tehnik transcendentalne meditacije, in za financiranje raziskav vpliva tehnike na učenje. Skupaj z Johnom Hagelinom in Fredom Travisom, raziskovalcem možganov na univerzi Maharishi University of Management, je septembra 2006 na turneji po ameriških univerzitetnih kampusih promoviral svojo vizijo. Od leta 2005 na taisti univerzi gosti letni »Vikend Davida Lyncha za svetovni mir in meditacijo«.
Lynch si je prizadeval za izgradnjo sedmih zgradb in zagon ustanove, kjer bi 8.000 plačanih ljudi prakticiralo napredne meditacijske tehnike in »črpali mir v svet«, za kar je ob več priložnostih zbiral denar ali pa ga sam doniral. Stroške projekta je ocenil na 7 milijard ameriških dolarjev. V svoji knjigi Kako ujeti veliko ribo razpravlja o vplivu transcendentalne meditacije na njegov kreativni proces. Leta 2008 se je v Indiji udeležil Maharišijevega pogreba. Verjame, da bodo njegovi nauki čez 20, 50 ali 500 leta poznani in njegovo delo razumljeno. Leta 2009 je odpotoval v Indijo, da bi izvedel intervjuje z ljudmi, ki so ga poznali, kot del dokumentarne biografije.
Leta 2009 je organiziral dobrodelni koncert »Change Begins Within« za namene svoje fundacije. Podprli so ga glasbeniki Paul McCartney, Ringo Starr, Donovan, Sheryl Crow, Eddie Vedder, Moby, Bettye LaVette, Ben Harper in Mike Love iz skupine The Beach Boys. David Wants to Fly (2010) je dokumentarni film nemškega filmarja Davida Sievekinga o poti njegovega osebnega idola, Davida Lyncha, v svet transcendentalne meditacije.
Beyond The Noise: My Transcendental Meditation Journey Dane Farley je še en projekt o transcendentalni meditaciji, pri katerem je sodeloval. Leta 2013 je dejal: »Transcendentalna meditacija vodi v lepo, mirno revolucijo. Sprememba iz trpljenja in negativnosti v srečo in življenje, ki je bolj in bolj osvobojeno težav.«

### Spletna stran
Lynch je zasnoval svojo osebno spletno stran s plačljivo vsebino, kjer je objavljal kratke videe, svojo absurdistično serijo Dumbland, intervjuje idr. Na strani je objavljal tudi dnevno poročilo o vremenu, kjer je na kratko opisal vreme v Los Angelesu. Do junija 2010 se je napoved (navadno krajša od 30 sekund) predvajala tudi na njegovem osebnem kanalu na Youtubu, David Lynch – Daily Weather Report. Absurdna melodija zvonenja I like to kill deer z njegove spletne strani se je pogosto pojavljala leta 2008 v oddaji The Howard Stern Show.
Lynch je bil tudi ljubitelj kave. Preko svoje spletne strani in v trgovski verigi Whole Foods je prodajal lastno linijo posebnih organskih mešanic.

## Albumi

#### Studijski albumi
- Ghost of Love (EP, 2007)
- Crazy Clown Time (2011)
- The Big Dream (2013)

V sodelovanju z drugimi glasbeniki
- BlueBOB (z Johnom Neffom) (2001)
- The Air is on Fire (z Deanom Hurleyjem) (2007)
- This Train (s Chrysto Bell) (2011)
- Polish Night Music (z Marekom Zebrowskim) (2015)
- Somewhere in the Nowhere (s Chrysto Bell) (2016)

## Filmografija in nagrade
| Leto | Film                           | Oskarji    | Oskarji  | BAFTA      | BAFTA    | Zlati globus | Zlati globus | Filmski festival v Cannesu | Filmski festival v Cannesu |
| Leto | Film                           | Nominacije | Osvojeni | Nominacije | Osvojeni | Nominacije   | Osvojeni     | Nominacije                 | Osvojeni                   |
| ---- | ------------------------------ | ---------- | -------- | ---------- | -------- | ------------ | ------------ | -------------------------- | -------------------------- |
| 1977 | Eraserhead                     |            |          |            |          |              |              |                            |                            |
| 1980 | Človek slon                    | 8          |          | 7          | 3        | 4            |              |                            |                            |
| 1984 | Dune                           | 1          |          |            |          |              |              |                            |                            |
| 1986 | Modri žamet                    | 1          |          |            |          | 2            |              |                            |                            |
| 1990 | Divji v srcu                   | 1          |          | 1          |          | 1            |              | Zlata palma                | Zlata palma                |
| 1992 | Twin Peaks: Ogenj hodi z menoj |            |          |            |          |              |              | Zlata palma                |                            |
| 1997 | Izgubljena cesta               |            |          |            |          |              |              |                            |                            |
| 1999 | Resnična zgodba                | 1          |          |            |          | 2            |              | Zlata palma                |                            |
| 2001 | Mulholland Drive               | 1          |          | 2          | 1        | 4            |              | Zlata palma                | Najboljši režiser          |
| 2006 | Notranje zadeve                |            |          |            |          |              |              |                            |                            |

### Nagrade
| Leto | Kategorija                  | Film             | Rezultat  |
| ---- | --------------------------- | ---------------- | --------- |
| 1980 | Najboljši režiser           | Človek slon      | Nominiran |
| 1980 | Najbolje prirejeni scenarij | Človek slon      | Nominiran |
| 1987 | Najboljši režiser           | Modri žamet      | Nominiran |
| 2002 | Najboljši režiser           | Mulholland Drive | Nominiran |

| Leto | Kategorija         | Film        | Rezultat  |
| ---- | ------------------ | ----------- | --------- |
| 1981 | Najboljši režiser  | Človek slon | Nominiran |
| 1981 | Najboljši scenarij | Človek slon | Nominiran |

| Leto | Kategorija        | Film                           | Rezultat                                                          |
| ---- | ----------------- | ------------------------------ | ----------------------------------------------------------------- |
| 1990 | Zlata palma       | Divji v srcu                   | Osvojil                                                           |
| 1992 | Zlata palma       | Twin Peaks: Ogenj hodi z menoj | Nominiran                                                         |
| 1999 | Zlata palma       | Resnična                       | Nominiran                                                         |
| 2001 | Najboljši režiser | Mulholland Drive               | Osvojil (skupaj z Joelom Coenom za film The Man Who Wasn't There) |
| 2001 | Zlata palma       | Mulholland Drive               | Nominiran                                                         |

| Leto | Kategorija                           | Film                                 | Rezultat  |
| ---- | ------------------------------------ | ------------------------------------ | --------- |
| 1990 | Izjemni dosežek v naslovni skladbi   | Twin Peaks                           | Nominiran |
| 1990 | Izjemni dosežek v glasbi in besedilu | Twin Peaks za pesem "Into the Night" | Nominiran |
| 1990 | Izjemno režiranje dramske serije     | Twin Peaks: Pilotna epizoda          | Nominiran |
| 1990 | Izjemni scenarij dramske serije      | Twin Peaks: Pilotna epizoda          | Nominiran |
| 1990 | Izjemna dramska serija               | Twin Peaks                           | Nominiran |

| Leto | Kategorija         | Film             | Rezultat  |
| ---- | ------------------ | ---------------- | --------- |
| 1980 | Najboljši režiser  | Človek slon      | Nominiran |
| 1987 | Najboljši scenarij | Modri žamet      | Nominiran |
| 2002 | Najboljši režiser  | Mulholland Drive | Nominiran |
| 2002 | Najboljši scenarij | Mulholland Drive | Nominiran |